# Melongena corona
Melongena corona är en snäckart som först beskrevs av Gmelin 1791.  Melongena corona ingår i släktet Melongena och familjen Melongenidae.

## Underarter
Arten delas in i följande underarter:
- M. c. corona
- M. c. johnstonei

## Bildgalleri

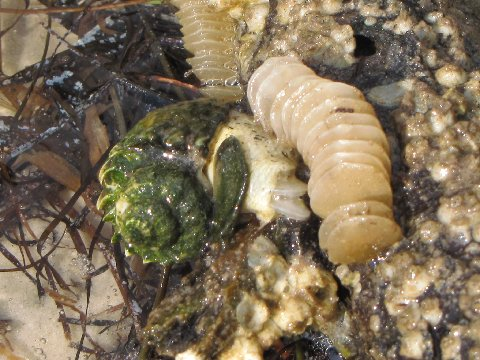
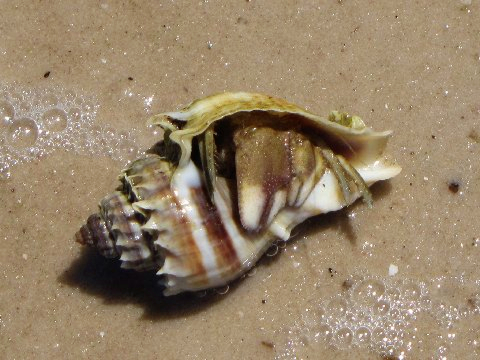
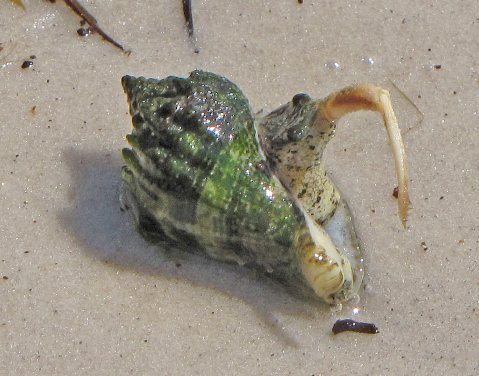